# Kleine Mexikanische Blütenfledermaus
Die Kleine Mexikanische Blütenfledermaus (Leptonycteris yerbabuenae) ist eine Fledermaus aus der Familie der Blattnasen (Phyllostomidae), die in Zentralamerika beheimatet ist.
Der Gattungsname Leptonycteris leitet sich vom Griechischen „leptos“ (=schlank, feingliedrig) und „nycteris“ (=Fledermaus) ab. Der Artname yerbabuenae bezieht sich auf das kleine Dorf Yerbabuena im Staat Guerrero, Mexiko, wo der Holotyp gefangen wurde.

## Beschreibung
Die Kleine Mexikanische Blütenfledermaus wurde erst für eine Unterart von Leptonycteris nivalis und später von Leptonycteris curasoae gehalten, bevor sie 2005 als eigene Art bestätigt wurde. Wo die beiden ersten Arten sympatrisch vorkommen kann man sie aufgrund des Gewichts (L.yerbabuenae: 15–25 g, L. nivalis: 18–30 g) und der Unterarmlänge (L.yerbabuenae: 51–54 mm, L. nivalis: 56,5–59,5 mm) unterscheiden.
Leptonycteris yerbabuenae besitzt zudem ein kürzeres und dichteres Fell als L.nivalis und ist eher bräunlich als grau. Wie die meisten Vertreter der Blattnasen besitzt auch die Kleine Mexikanische Blütenfledermaus ein deutlich sichtbares Nasenblatt. Die Schnauze ist wie bei allen Blütenfledermäusen verlängert.

## Lebensweise
Die Kleine Mexikanische Blütenfledermaus ist wie die meisten Fledermäuse nachtaktiv und kommt in ariden Regionen vor. Obwohl Leptonycteris yerbabuenae regional mit L.nivalis überlappt findet man letztere meist in höheren und kühleren Gebieten, während Leptonycteris yerbabuenae warme Gebiete im Flachland bevorzugt. Sie kann bis zu einer Umgebungstemperatur von über 41 °C überleben und geht nicht in Torpor oder Winterschlaf.
Die Kleine Mexikanische Blütenfledermaus ernährt sich hauptsächlich von Pollen, Nektar und Früchten von Agaven und Kakteen. Die Wahl der Futterpflanzen beschränkt sich bei nördlichen Populationen exklusiv auf Pflanzen mit einem CAM-Stoffwechsel wie dem Kaktus Cereus giganteus und dem Orgelpfeifenkaktus. Im Süden ernährt sich Leptonycteris yerbabuenae auch von C3-Pflanzen.
Ihre Ernährungsweise macht die Kleine Mexikanische Blütenfledermaus zu einem wichtigen Samenverbreiter und Bestäuber vieler nachtblühender Pflanzen. Sie ist der Hauptbestäuber von Ceiba aesculifolia und wahrscheinlich vieler anderer Wollbaumgewächsen. Ein Futtersuchflug dauert im Schnitt fünf Stunden, wobei bis zu 100 km zurückgelegt werden. Leptonycteris yerbabuenae nimmt pro Nacht etwa 40 kJ an Energie zu sich. Während der Säugezeit benötigt ein Weibchen jedoch bis das Doppelte an Energie.
Die lange Zunge ist optimal an die Ernährungsweise angepasst. Sie besitzt an den Seiten der Spitze kleine, haarartige Papillen und in der Mitte eine Rille. Dank der breiten Flügel ist die Kleine Mexikanische Blütenfledermaus zudem ein geschickter, wendiger Flieger, der auch vor einer Blüte schweben kann, um den Nektar aufzunehmen. Pollen wird wahrscheinlich nur aus Versehen gefressen, wenn die Tiere sich putzen. Ähnlich verhält es sich mit Insekten, die manchmal im Mageninhalt der Tiere zu finden sind und wahrscheinlich beim Trinken von Nektar mit aufgenommen werden. Früchte werden vor allem von den Weibchen während der Säugezeit gefressen. Die Nahrung von Leptonycteris yerbabuenae ist reich an Wasser aber arm an Proteinen und Salz, weswegen die Art nicht auf offene Wasserquellen angewiesen und somit optimal an ihren trockenen Lebensraum angepasst ist. Man geht davon aus, dass Leptonycteris yerbabuenae zu den migrierenden Fledermäusen gehört, die ihre Wanderbewegungen von der Abundanz an Futterpflanzen abhängig macht.
In der Zeit, in der die Art nachts nicht auf Futtersuche ist, findet man die Tiere ruhend in Höhlen, verlassenen Gebäuden, Minen, Felsspalten und hohlen Bäumen. Tagsüber hängt Leptonycteris yerbabuenae in Höhlen und verlassenen Minen. In nördlichen Regionen bilden Weibchen dabei große Gruppen von mehreren zehntausend Individuen, wobei Männchen in kleineren Gruppen leben und sich meist nur während der Paarungszeit zwischen Juni und September unter die Weibchen mischen. In südlicheren Gebieten findet die Paarung zwischen Juni und Juli statt. In der Zeit findet man gemischtgeschlechtliche Kolonien von bis zu 100'000 Tieren. Im August verlassen die Männchen die Kolonien, so dass man zwischen September und Dezember nur Weibchen in den Gruppen findet. Im Januar kehren die Männchen zu den Gruppen zurück. Zu anderen Fledermausarten, die man in durch Leptonycteris yerbabuenae bewohnten Höhlen findet gehören je nach Überlappung der Verbreitungsgebiete die Langnasenfledermaus (Choeronycteris mexicana), Corynorhinus townsendii, Macrotus californicus, Myotis velifer, Myotis thysanodes, die Mexikanische Bulldoggfledermaus (Tadarida brasiliensis), Mormoops megalophylla, Pteronotus davyi, Glossophaga morenoi, Glossophaga soricina, und Natalus stramineus.
Zu bekannten Fressfeinden gehören verschiedene Eulen und Schlangen. Zudem werden auch Haubenskunks und Katzenfrette in Höhlen beobachtet, in denen Leptonycteris yerbabuenae leben.

## Fortpflanzung
Weibchen gebären jedes Jahr jeweils ein einziges Jungtier. Im Norden findet die Geburt im Frühling, im Süden im Winter statt. Man geht davon aus, dass der Zeitpunkt der Geburt mit dem Blühen verschiedener Futterpflanzen synchronisiert ist. In der Wurfzeit versammeln sich die Weibchen in Mutterkolonien von bis zu 100'000 Individuen in Höhlen, wobei die Tiere in verschiedenen Jahren oft an denselben Ort zurückkehren. Neugeborene wiegen im Schnitt 7,3 g bei einer Unterarmlänge von ca. 28 mm. Ab einer Unterarmlänge von 30 mm sind die Jungen mit kurzen grauen Haaren bedeckt, und ab einer Unterarmlänge von 46 mm, im Alter von etwa einem Monat, werden erste Flugversuche unternommen. Die Jungen werden bis zu einem Alter von 4–8 Wochen gesäugt.

## Verbreitung
Die Kleine Mexikanische Blütenfledermaus kommt vom Süden Arizonas und New Mexicos über Mexiko bis Honduras vor. Die IUCN schätzt Leptonycteris nivalis als verwundbar ein, da die Populationsgröße in den letzten 10 Jahren über 30 % abgenommen hat. Grund dafür ist hauptsächlich die Zerstörung des Lebensraumes und der kommerziellen Nutzung von Höhlen.